# Пак Сан Вон
Пак Сан Вон (кор.: хангиль: 박상원, ханча: 朴相元, нар. 5 квітня 1959) — південнокорейський актор. Він найбільш відомий завдяки головним ролям у чотирьох найрейтинговіших корейських драмах усіх часів: «Очі світанку» (1991), «Пісочний годинник» (1995), «Перше кохання» (1996) і «Ти і я».

## Фільмографія

### Телесеріали
| Рік       | Назва                                 | Роль                        | Мережа | Примітки    |
| --------- | ------------------------------------- | --------------------------- | ------ | ----------- |
| 1987      | «Театр MBC кращих бестселерів: Річка» | Н/Д                         | MBC    |             |
| 1988      | «Людський ринок»                      | Чан Чхон Чхан               | MBC    |             |
| 1988      | «Наше містечко»                       | Лі Сун Ґьон                 | MBC    |             |
| 1989      | «Безсонне дерево»                     | Пак Ін Бом                  | MBC    |             |
| 1989      | «Сеульська сінаві»                    | Пхьо Кі Тхе                 | MBC    |             |
| 1991-1992 | «Очі світанку»                        | Чан Ха Рім (Харімото Нацуо) | MBC    |             |
| 1992      | «Жіноча кімната»                      | Лі Чін У                    | MBC    |             |
| 1992      | «Веселка в Мапхо»                     | Кім Чун Тхе                 | MBC    |             |
| 1992      | «Час і сльози»                        | Н/Д                         | MBC    |             |
| 1992      | «Амбіції на піску»                    | Тхе Су                      | SBS    |             |
| 1994      | «Гоблін йде»                          | Ю Мін Сан                   | SBS    |             |
| 1995      | «Відлига»                             | Лі Йон Ук                   | SBS    |             |
| 1995      | «Асфальтова людина»                   | Джімі                       | SBS    |             |
| 1995      | «Пісковий годинник»                   | Кан У Сок                   | SBS    |             |
| 1996      | «Перше кохання»                       | Кан Сок Джін                | KBS2   |             |
| 1997      | «Ти і я»                              | Пак Тон Ґю                  | MBC    |             |
| 1998      | «Білі ночі 3.98»                      | Чхве Сан Ґю                 | SBS    |             |
| 1998      | «Кохання та успіх»                    | Кан Тхе У                   | MBC    |             |
| 1999      | «Ти»                                  | Н/Д                         | KBS2   |             |
| 2000      | «Золота ера»                          | Лі Че Хун                   | MBC    |             |
| 2001      | «Я досі кохаю тебе»                   | Пак Кі Хьон                 | SBS    |             |
| 2001      | «Людина осені»                        | Хан Су Хьон                 | MBC    |             |
| 2002      | «Великі амбіції»                      | Пак Хві Чхан                | SBS    |             |
| 2002      | «Як проточна річка»                   | Кім Чі Хон                  | SBS    |             |
| 2004      | «Земля»                               | Лі Йон                      | SBS    |             |
| 2007      | «Легенда»                             | Йон Ка Рьо                  | MBC    | [ 7 ]       |
| 2009      | «Знову, моє кохання»                  | Лі Чон Хун                  | KBS2   | [ 8 ] [ 9 ] |
| 2009      | Мрія                                  | Кан Кьон Тхак               | SBS    |             |
| 2010      | «Золота рибка»                        | Мун Чон Хо                  | MBC    |             |
| 2011      | «Моя донька квітка»                   | Ку Че Хо                    | SBS    |             |
| 2012      | «Віра»                                | Сон Ю                       | MBC    |             |
| 2014      | «Трояндові коханці»                   | Лі Йон Ґук                  | MBC    |             |
| 2014      | «Цілитель»                            | Кім Мун Сік                 | KBS2   |             |
| 2015      | «Моя донька, Ким Са Воль»             | О Мін Хо                    | MBC    |             |
| 2018      | «Мій єдиний»                          | Ван Чін Ґук                 | KBS2   | [ 10 ]      |
| 2022      | «Зараз прекрасно»                     | Лі Мін Хо/Сон Мін Хо        | KBS2   | [ 11 ]      |

### Фільми
| Рік  | Назва             | Роль          |
| ---- | ----------------- | ------------- |
| 1991 | «Сеульська Евіта» | Кім Мін Су    |
| 1997 | «Найманець Іван»  | Іван          |
| 1997 | «Остання оборона» | Підприємець 1 |

### Вар'єте
- «Танці з зірками[en]: 3 сезон[en]» (MBC, 2013)
- «Запитання без відповідей» (SBS, 2006-2008)
- «Зниклі: Публічне розслідування» (KBS, 2004-2005)
- «Красиві обличчя з ТБ з Пак Сан Воном» (MBC, 1997-2002)
- «Дім і мати з Пак Сан Воном» (KBS, 1997)

## Театр
- «42-а вулиця» (2013)
- «Евіта» (2011-2012) [12]
- «Людина-дощ» (2010) [13]
- «42-а вулиця[en]» (2009-2010) [14]
- «Одного разу» (2009) [15]
- «Le Paisse-Muraille[en]» (2006) [16]

## Нагороди
| Рік  | Нагорода                                               | Категорія                                             | Робота                            | Результат |
| ---- | ------------------------------------------------------ | ----------------------------------------------------- | --------------------------------- | --------- |
| 1988 | Премія MBC драма                                       | Кращий новий актор                                    | «Людський ринок», «Наше містечко» | Перемога  |
| 1989 | 25-та Премія мистецтв Пексан                           | Кращий акторський дебют (чоловіки) (телебачення)      | «Людський ринок»                  | Перемога  |
| 1992 | 28-ма Премія мистецтв Пексан                           | Нагорода за популярність (чоловіки) (телебачення)     | «Очі світанку»                    | Перемога  |
| 1995 | Премія SBS драма                                       | Нагорода за високу майстерність, Кращий актор         | «Пісочний годинник»               | Перемога  |
| 2005 | Міністерство державного управління та внутрішніх справ | Подяка міністра                                       | Н/Д                               | Отримав   |
| 2009 | Токійській музей сучасного мистецтва                   | Премія Сак Іль Хве                                    | Н/Д                               | Перемога  |
| 2010 | Премія MBC драма                                       | Золота нагорода за акторську гру, Актор мильної опери | «Золота рибка»                    | Перемога  |